# TT255
| r · Z1 | i | i |

| r · Z1 | i | i |

TT255 es la sigla de identificación de una de las Tumbas de los Nobles ubicadas en el área denominada Dra Abu el Naga, una de las necrópolis tebanas, sobre la orilla occidental del Nilo ante la ciudad de Tebas, en Egipto. Destinada a sepelios de nobles y altos funcionarios conectados con las dinastías reinantes, especialmente del Imperio Nuevo, el área sirvió como necrópolis desde el Imperio Antiguo hasta el periodo saítico (con la XXVI dinastía) y luego de nuevo en la época tolemaica.

## Propietario

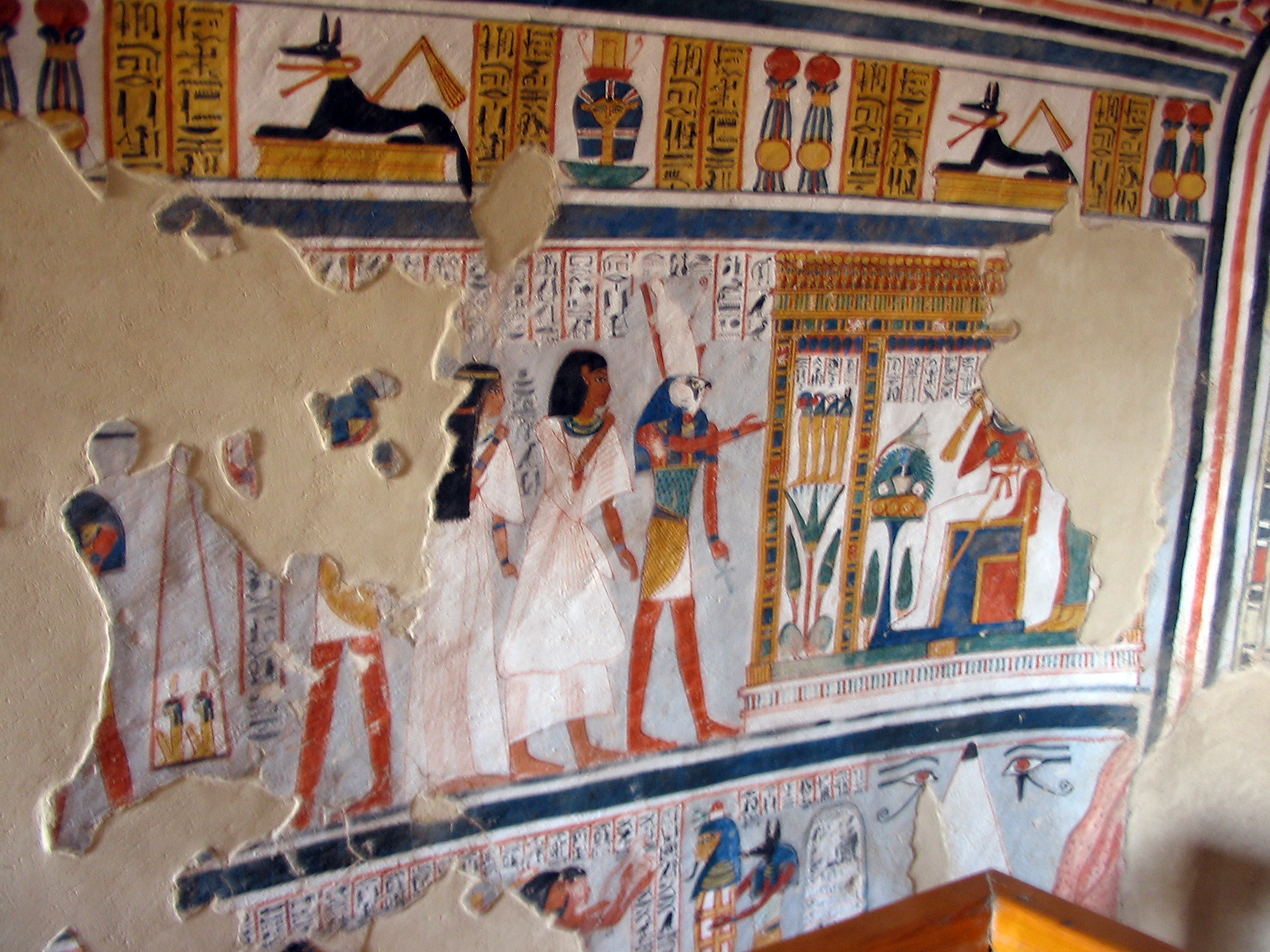
Horus presenta a Roi y su esposa ante Osiris.

Roy fue escriba real y administrador de las posesiones de Horemheb, pero probablemente prosiguió su carrera también en la XIX dinastía; Nebettauy (o Nebtawy), a menudo abreviado con Tawy, era el nombre de su esposa, Cantante de Amón. Otros personajes femeninos están representados sobre las paredes, pero de estas no han sido inscritos los nombres, ni los vínculos con el titular; análogamente, algunos personajes masculinos son identificados con nombres como Djehutymes (Thutmosis), Imenemipet y Amenemky, pero tampoco se especifica la relación con Roy.

## La tumba
La tumba fue descubierta en 1822 por Robert Hay a cuenta del Museo Británico; a pesar de sus reducidas dimensiones (aproximadamente 4 m de profundidad x 1,85 m de anchura) es en cambio una de las mejor conservadas, preservándose la calidad de la obra artística y los vivos colores de las escenas pintadas en sus paredes. De forma irregular y completamente asimétrica, carece de esquinas, recordando la forma de cartucho típica de las primeras tumbas del Valle de los Reyes (por ejemplo, la KV38 de Tutmosis I). Excavada directamente en la roca presenta, a la derecha de la entrada, un pozo funerario; las paredes, aunque irregulares, fueron niveladas con una capa de mortero sobre la cual se aplicaron las pinturas. Se observa que algunas de las escenas, si bien completas bajo el perfil artístico, no parecen terminadas ya que, a pesar de presentar los espacios destinados a acogerlos, faltan los textos explicativos de los personajes representados y de su relación con el dueño de la tumba. El techo está decorado con recuadros geométricos policromados intercalados con flores, a imitación de un tela de tienda del tipo de los que, en otras escenas, recubren las cabinas de los barcos. Los jeroglíficos, cuando están presentes, están realizados en negro sobre fondo blanco o amarillo oro con columnas intercaladas de anchas bandas de color rojo.
Sobre las paredes (1 en el plano), en cuatro registros superpuestos, hombres llevando un ternero al difunto y su esposa y escenas de arado de campos de lino; poco más allá (2 en el plano) sobre dos registros, en cinco escenas, pasajes del Libro de las Puertas, un tal Amenemopet, Supervisor del granero del Señor de las Dos Tierras, acompañado por su esposa, adora a Nefertum y Maat mientras el difunto y su esposa adoran a Ra-Harajti y Hathor; más adelante el difunto y su esposa adoran a Atum y la Enéada, Horus presencia la ceremonia de la psicostasia mientras el difunto y la esposa se presentan ante Osiris, acompañado de Isis y Neftis, y el dios Haroeris; escenas de la procesión funeraria de la momia, dirigida hacia la pirámide funeraria, con plañideras y sacerdotes, acompañados de Anubis. Sobre las paredes opuestas (3-4) un sacerdote, acompañado por dos mujeres y la esposa, ofrece libaciones. Sobre el fondo un nicho (5) acoge una estela con la barca de Ra adorada por babuinos con himnos dedicados al dios; sobre el nicho, el faraón Horemheb y la reina Mutnedymet, con sistros, delante del dios Osiris, el rey Amenhotep I y la reina Ahmose Nefertari y el dios Anubis. A los lados del difunto en adoración varias divinidades femeninas. Probablemente proviene de esta tumba una estatua de Roy, arrodillado, con una estela, en el Museo Metropolitano de Arte de Nueva York (cat. 17.190.1960).